# Sensació de joc
La sensació de joc, també conegut en anglès com el Game feel és la sensació intangible que experimenta el jugador quan interacciona amb un videojoc. El terme el va popularitzar el llibre Game Feel: A Game Designer's Guide to Virtual Sensation escrit per Steve Swink. El terme no compta amb una definició formal, però es fa servir per apropar-nos a maneres de millorar la sensació de joc. Les diferents àrees d'un joc que poden ser modificades per millorar aquesta sensació de joc són diverses. Les més destacables són la manera en què el jugador controla o es comunica amb el videojoc (input), com el videojoc respon a l'input (response), el context on succeeix la comunicació jugador-videojoc, l'estètica del videojoc, les metàfores que el joc pot utilitzar, i les regles del mateix joc.
La sensació de joc s'atribueix normalment a jocs els quals la seva mecànica implica controlar el moviment d'objectes o personatges. Els estudis que tracten sobre el game feel el relacionen principalment amb el moviment i les interaccions físiques entre objectes dins del joc. L'objectiu d'una bona sensació de joc és aconseguir una experiència més immersiva per al jugador. Una manera de provar si existeix un bon game feel és comprovar si interactuant de la manera més bàsica amb les mecàniques del joc, el jugador té una sensació agradable. Si existeix una bona sensació de joc, el videojoc hauria de seguir sent estimulant per al jugador al moment de jugar, fins i tot sense estímuls externs com el disseny de nivells, el repte, els gràfics, la música... De no ser així, el joc sofriria d'una sensació de joc pobre.

## Input
L'input és la forma que el jugador interactua amb el videojoc, és a dir, la forma en què el jugador pot controlar el joc i l'entén fàcilment. Per exemple, el mapatge natural és una estratègia que permet a un dissenyador de jocs connectar la mecànica de moviment d'un joc a un dispositiu d'entrada. Alhora, el dispositiu físic que s'utilitza per controlar el videojoc té un efecte sobre el que el jugador sent; per exemple, els gallets d'un comandament són còmodes i pràctics de manipular en el moment de controlar la velocitat d'un cotxe, ja que simulen els pedals d'aquest i a més ofereixen una resposta física al jugador (a part de la digital, que seria el moviment del cotxe), en canvi, una pantalla tàctil pot no ser tan eficaç, ja que no ofereix una resposta física (retroalimentació), ni simula tan bé el pedal d'un cotxe.
Encara un altre exemple d'aquesta adaptació al jugador per a millorar la sensació de joc a partir de com s'interactua amb el videojoc va ser l'ús del ratolí de bola en el joc Centipede, publicat per primer cop el 1980. Aquesta incorporació va permetre a l'usuari moure's en totes direccions amb major comoditat.
Així doncs, la sensació de joc depèn en gran manera del controlador usat per interactuar amb el mateix videojoc, i el podem millorar distribuint de manera més realista o natural els sensors/botons amb els quals controlem el joc dins el propi controlador, o directament creant controladors únics per a cada joc, com seria el cas d'algunes màquines recreatives o d'alguns controladors per a jocs de carreres que directament simulen un volant de cotxe.

## Response
La resposta (response) és com el videojoc interpreta i reacciona al input enviat pel jugador. En general, una bona resposta implica que el joc respongui als nostres inputs sense massa retard i de manera precisa. De no ser així, el joc pot notar-se difícil de jugar i poc polit.

## Context
El context on succeeixen els inputs i les respostes també és determinant al moment d'aconseguir una bona sensació de joc. El joc ha d'oferir al jugador maneres interessants de moure's i actuar, i l'escenari ho ha de reforçar. Per exemple, no rebem la mateixa sensació en derrotar a un enemic si nosaltres com a jugadors estem en una posició d'avantatge clar enfront d'ell, que si el derrotem entre mil perills i amb nosaltres en desavantatge clar. La satisfacció en resoldre la segona situació serà molt major que en resoldre la primera, i això només depèn del context.

## Estètica
L'estètica dins d'un videojoc es refereix a l'efecte que ens produeix visual i sonorament. Aquesta té una gran repercussió en la sensació de joc. Per exemple, en món realista amb animacions realistes per als objectes i personatges resulta molt més immersiu que un joc on les animacions i les imatges no tinguin relació amb el que el jugador intenta fer ni amb el context. En aquest sentit el sistema de partícules millora notablement els resultats. El mateix passa amb el so, ja que aquest pot reforçar els inputs i respostes del jugador i del joc, millorant així també la sensació de joc. Aquest s'ha d'adaptar també al context, ja que no suposa el mateix tenir silenci o una cançó terrorífica en una situació tibant o de terror, que tenir una música alegre.
A més, tot el que siguin detalls extra i que aportin realisme (ja sigui sonor o visual) al videojoc, ajuden a millorar la sensació de joc, i per tant, la immersió del jugador dins del propi videojoc.

## Metàfores
Les metàfores dins de la sensació de joc es refereixen a com les mecàniques del joc es relacionen amb la temàtica del mateix. Per exemple, si el tema d'un videojoc és la velocitat, no serà el mateix controlar a un cotxe esportiu, que controlar a una persona. Si bé l'esquema de controls pot ser similar, les sensacions que ens oferiran seran totalment diferents.